# Sidney Moko Mead
Sr. "Sidney" Hirini Moko Haerewa Mead  (nascido em 8 de janeiro de 1927) é um antropólogo, historiador, artista, professor, escritor e proeminente líder Maori da Nova Zelândia. Inicialmente treinando como professor e artista, Mead ensinou em muitas escolas nas regiões da Costa Leste e Bay of Plenty, e mais tarde atuou como diretor de várias escolas. Depois de obter seu doutorado em 1968, lecionou antropologia em várias universidades no exterior. Ele voltou para a Nova Zelândia em 1977 e estabeleceu o primeiro departamento de estudos Māori no país. Mais tarde, Mead se tornou um proeminente defensor e líder Māori, atuando em negociações em nome de várias tribos e participando de vários conselhos consultivos. Ele também escreveu extensivamente sobre a cultura Māori. Ele é atualmente o presidente do conselho de Te Whare Wānanga o Awanuiārangi.

## Infância
Sidney Moko Mead nasceu em Wairoa, Hawke's Bay em 8 de janeiro de 1927, filho de Sidney Montague Mead, um Pākehā de Wairoa, e Paranihia "Elsie" Moko, um Māori de Te Teko na Baía de Plenty.  Ele é descendente de Ngāti Awa, Ngāti Tūwharetoa, Ngāi Tūhoe e Tūhourangi. Sidney tinha um irmão mais velho que morreu ainda criança. Seus pais também se separaram quando Sidney era jovem, e ele posteriormente se mudou com sua mãe para a cidade natal dela, Te Teko. Hirini é a mais velha de oito filhos de Paranihia Moko. Te Wharekaihua Coates, Waimarama Brown, Mihaere Maurice Emery, Paretoroa Waikato, Taea Emery, Elsie Morrison e Gavin Hirikanawa ( whāngai ).
Crescendo durante a Grande Depressão, grande parte de sua infância foi passada aos cuidados de sua avó, enquanto sua mãe morava em outro lugar trabalhando. Ele frequentou a Escola Nativa Te Teko até os nove anos, quando foi acolhido por uma família adotiva em Murupara. Lá ele foi matriculado na Escola Nativa Rangitahi. Um de seus professores na escola Murupara foi Bruce Biggs, que mais tarde se tornou um proeminente acadêmico Māori e mentor de uma geração de outros estudiosos Māori.  Durante seus anos de ensino médio, ele recebeu uma bolsa de estudos para o St Stephens Anglican College em Auckland, antes de se transferir para o Te Aute College, uma importante escola Māori em Hawke's Bay. 

## Carreira de professor
Em 1944, Mead frequentou a faculdade de ensino em Auckland, especializando-se em educação e arte Māori. Ele começou a lecionar em escolas Māori na região de East Cape, começando na Manutahi District High School em Ruatoria e trabalhando como professor itinerante em muitas escolas da Costa Leste. Nessa época, ele também se casou com June Te Rina Walker, de Ngāti Porou. Mais tarde, Mead ensinou em escolas na região vizinha de Bay of Plenty, inclusive em Urewera Valley, Whakatane, Tauranga e Te Kaha. 
Mead tornou-se diretor de várias escolas da região. Sua primeira nomeação como diretor foi na Escola Minginui Māori no Vale Urewera, onde permaneceu no cargo por oito anos.  Mais tarde, ele assumiu cargos de diretor na Waimārama Māori School e na Whatawhata School. Formalizando suas qualificações acadêmicas, Mead obteve um diploma em ensino em 1962, seguido de bacharelado e mestrado em artes na Universidade de Auckland, ambos concluídos em 1965. Mead obteve seu PhD na University of Southern Illinois em 1968, com seu ex-professor Bruce Biggs atuando como um de seus supervisores.

## Carreira acadêmica
Mead lecionou no exterior durante o início dos anos 1970, inclusive na McMaster University e na University of British Columbia, no Canadá. Depois de terminar um período como professor associado no departamento de antropologia da McMaster University, ele voltou para a Nova Zelândia e se tornou o primeiro professor de Māori na Victoria University of Wellington. Após sua chegada em 1977, ele reestruturou o departamento de Estudos Māori na universidade, desenvolvendo-o no primeiro departamento independente de Estudos Māori no país, a partir de 1981.
No início dos anos 1980, o professor Mead foi o grande responsável pelo estabelecimento de Te Herenga Waka Marae, o primeiro marae baseado em universidade em um campus convencional. Ele também foi co-curador de Te Māori, uma exposição de arte Māori e tesouros culturais de coleções de museus que percorreu os Estados Unidos em meados da década de 1980. O professor Mead se aposentou da Victoria University of Wellington em 1990, após 14 anos à frente do primeiro departamento de estudos Māori da Nova Zelândia.

## Líder Māori
A partir da década de 1970, Mead se envolveu mais nos assuntos tribais, principalmente nos de Ngāti Awa. Ele ajudou a estabelecer o Ngāti Awa Trust Board em 1980, o primeiro órgão representativo da tribo no século XX. Por quase 20 anos, o Trust Board ajudou a pesquisar e preparar o caso de Ngāti Awa para reparação histórica junto ao Tribunal de Waitangi. Isso levou à publicação do Relatório Ngāti Awa Raupatu em 1999, que delineou as queixas históricas de Ngāti Awa desde as Guerras da Nova Zelândia e subsequentes confiscos de terras.  Mead atuou como negociador-chefe da tribo durante as negociações de acordo com a Coroa. Cinco anos após a publicação do relatório raupatu, um acordo entre Ngāti Awa e a Coroa foi alcançado em 2003 e promulgado pelo governo em 2005. O professor Mead também se tornou o presidente inaugural do novo Te Rūnanga o Ngāti Awa, que substituiu o Ngāti Awa Trust Board como órgão administrativo do iwi.
Em 1992 ele ajudou a estabelecer Te Whare Wānanga o Awanuiārangi com sede em Whakatane, que em 1997 se tornou apenas o terceiro wānanga no país reconhecido pela Lei de Educação de 1989. Ele também foi nomeado para o Tribunal de Waitangi em 2003, e atuou em vários conselhos consultivos, incluindo o Conselho de Bioética da Nova Zelândia, o Conselho de Pesquisa Educacional da Nova Zelândia, Toi Māori e Te Māori Manaaki Taonga Trust. Cinco anos depois de concluir com sucesso o acordo de Ngāti Awa com a Coroa, Mead foi escolhido como presidente inaugural do Instituto para Futuros de Acordos Pós-Tratados, uma iniciativa de Te Whare Wānanga o Awanuiārangi com o apoio de Te Rūnanga o Ngāti Awa, que visa fornecer estratégias para ajudar a iwi nas negociações de liquidação com a Coroa, bem como na gestão de ativos de liquidação.
Mead foi nomeado para o Tribunal Waitangi em 2003. Ele foi membro do painel para uma série de inquéritos do Tribunal de Waitangi, incluindo o inquérito do distrito do Parque Nacional e o inquérito do distrito de Te Rohe Potae.
Nas honras do aniversário da rainha de 2006, Mead foi nomeado um Distinto Companheiro da Ordem de Mérito da Nova Zelândia, por serviços aos Māori e educação. Nas Honras Especiais de 2009, após a reintrodução das honras titulares pelo governo, Mead aceitou a redesignação como Cavaleiro Companheiro da Ordem de Mérito da Nova Zelândia.
Sua esposa June, Lady Mead, morreu em 27 de março de 2019. Linda Tuhiwai Smith, professora de educação, é filha deles.

## Obras
- 1995: Te Toi Whakairo: A Arte da Escultura Māori. Auckland: Reed Publishing.
- 1996: Tawhaki: Os feitos de um semideus. Auckland: Reed Publishing.
- 1997: Arte Māori no cenário mundial. Wellington: Áhua Design e matau Associates Ltd.
- 1999: Tecelagem Taniko: Técnica e Tradição. Auckland: Reed Publishing.
- 2001: com Neil Grove, Ngā Pepeha a Ngā Tupuna: The Sayings of the Ancestors. Wellington: Victoria University Press, ISBN 086473462X.
- 2003: Tikanga Māori – Vivendo de acordo com os valores Māori Wellington: Huia Publishers.
- 2010: com Lady June Mead, The People of the Land: Images and Māori Proverbs of Aotearoa New Zealand Wellington: Huia Publishers.